# Заборки (Осташковский район)
Заборки — деревня в Осташковском городском округе Тверской области.

## География
Находится в западной части Тверской области на расстоянии приблизительно 15 км на северо-запад по прямой от города Осташков на северо-западном берегу озера Селигер.

## История
Деревня была показана ещё на карте 1825 года. В 1859 году здесь (деревня Осташковского уезда) было учтено 17 дворов, в 1939 — 27. До 2017 года входила в Ботовское сельское поселение Осташковского района до их упразднения.

## Население
Численность населения: 123 человека (1859 год), 35(русские 97 %) 2002 году, 19 в 2010.